# Информационна сигурност
Информационна сигурност се нарича практиката на защита на информацията от неправомерен достъп, използване, разкриване, увреждане, промяна, преглед, запис или разрушаване. Терминът е достатъчно общ, за да бъде използван независимо от формата, която може да имат данните (напр. електронна, физическа).
Според определението на Европейската комисия информационната сигурност е защита на мрежите и информационните системи срещу човешки грешки, природни бедствия, технически неизправности или злонамерени атаки.
IT сигурност, наричана понякога и компютърна сигурност, означава информационна сигурност, приложена към техниката (най-често под формата на компютърна система). При това понятието компютър не се ограничава до персонален компютър, а е всяко устройство с централен процесор и компютърна памет. Това могат да са както самостоятелни, несвързани с други, прости устройства като калкулатори, така и мобилни устройства, свързани в телекомуникационна мрежа, като смартфони и таблети. Поради естеството и ценността на данните във всяко по-голямо предприятие има отдел по IT сигурност. Той отговаря за опазването на компанията от злонамерени атаки, които се опитват да се доберат до критична чувствителна информация или да осъществят неправомерно контрол върху вътрешни системи. Стандартите за информационна сигурност предоставят систематичен подход към разбирането, управлението и намаляването на риска в сферата на киберсигурността на организациите.
Информационната защита (на английски: Information assurance) има за цел да предотврати загубата на данни при критични ситуации. Такива ситуации са, без ограничение: природни бедствия, повреда на компютри/сървъри, кражба или всеки друг случай, когато има риск от загуба на информацията. Тъй като в наши дни повечето от информацията се съхранява на компютри, за информационната защита най-често се грижат специалистите по IT сигурност. Един от най-честите методи за информационна защита е дублирането на информацията и съхраняването на резервни копия на различно място.
Заплахите за сигурността на информацията приемат най-различна форма. Някои от най-честите са софтуерни атаки, кражба на интелектуална собственост, кражба на самоличност, кражба на устройство или информация, саботаж и манипулиране на информацията. Повечето потребители са се сблъсквали с някакъв вид софтуерна атака, като например вируси, червеи, фишинг и троянски коне. Кражбата на интелектуална собственост е предмет на загриженост за много IT компании, като най-честа е кражбата на софтуер. При кражбата на самоличност атакуващият се опитва да получи достъп до лична информация, за да се възползва от нея по злонамерен начин. Кражбата на устройства или информация е често срещана днес поради факта, че все повече информационни устройства са мобилни. Мобилните телефони са чест обект на кражба и са все по-желани с увеличаването на обема на съхраняваната информация. Саботажът може да приеме формата на повреждане (хакване) на уебсайта на компанията в опит да се причинят вреди на потребителите. Манипулирането на информация се прави с цел да се изнудва собственика да заплати възстановяването на вярната информация или да получи обратно собствеността си.
Правителствата, военните, корпорациите, финансовите институции, болниците и частните компании натрупват голямо количество конфиденциална информация за своите поданици, служители, клиенти, продукти, изследвания и финансови операции. В наши дни по-голямата част от тази информация се събира, съхранява и обработва с помощта на компютри и се предава по компютърни мрежи на други компютри.

## Основни принципи
В основата на информационната сигурност лежи триадата (CIA triad) цялост на данните, конфиденциалност и наличност.